# 9-冠-3
9-冠-3是一种冠醚，化学式为C6H12O3。它是环氧乙烷的环状三聚体，其孔径适合锂离子。它的点群是S3。
9-冠-3的衍生物及其配合物有所研究。但其未取代的母体分子或母体分子形成的配体物尚未有文献对其结构进行报道。